# Akechi Railroad Company
Akechi Railroad Company (明知鉄道株式会社, Akechi tetsudō kabushiki-gaisha), également appelée Aketetsu (明鉄), est une compagnie de transport de passagers qui exploite une ligne de chemin de fer dans la préfecture de Gifu au Japon. Son siège social se trouve dans la ville d'Ena.

## Histoire
La compagnie a été fondée le 21 mai 1985 pour exploiter la ligne Akechi, abandonnée par les Japanese National Railways.

## Ligne
La compagnie exploite une ligne.
| Ligne        | Nom japonais | Terminus     | Longueur (km) | Gares |
| ------------ | ------------ | ------------ | ------------- | ----- |
| Ligne Akechi | 明知線       | Ena - Akechi | 25,1          | 11    |

## Matériel roulant

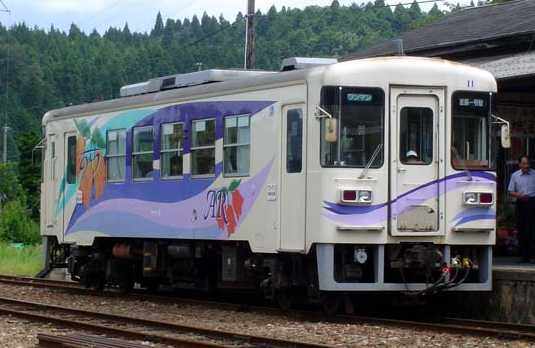
Série 10
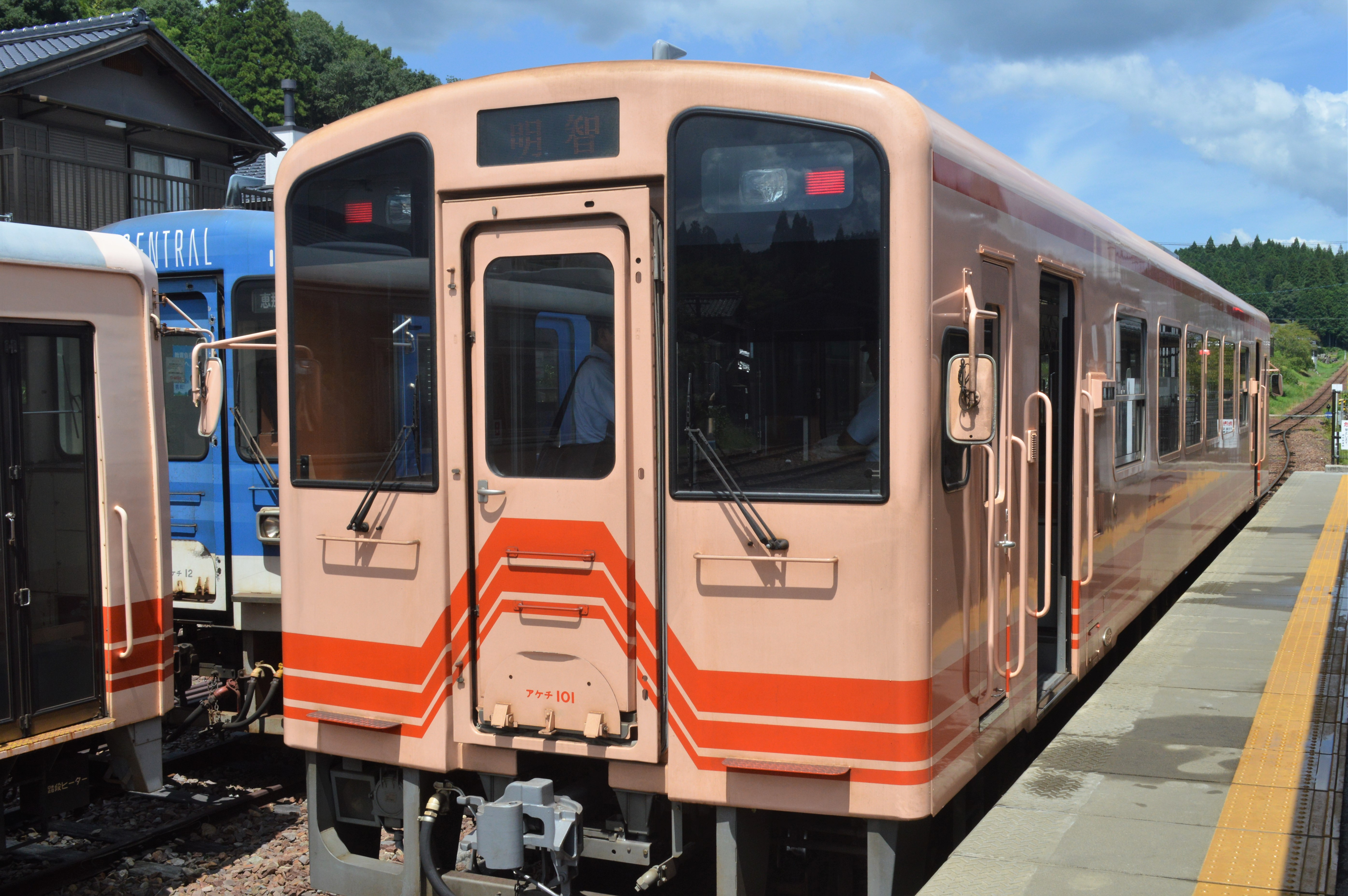
Série 100